# Очикле
Очикле (алб. Orcikeli; серб. Очикле / Očikle) — село на північному сході Албанії.

## Географія
Входить до складу громади Запод округу Кукес на південних схилах гори Коритник. Розташоване в албанській частині історичної області Гора, основним населенням якої є етнічна група горанці. Поряд з горанцями частина жителів села становлять також албанці. Крім села Орешек, горанці в Албанії живуть також у селах Бор'є, Запод, Кошаріште, Оргоста, Орешек, Пакіша, Шіштевац та Цернолево.
Найближче до Очикле розташовуються горанські села Запод і Цернолево. Запод знаходиться на схід від Очикле, а Цернолево — на південь, за гірським хребтом. На північний захід від Очикле розташоване албанське село Беля.

## Історія
Після Другої Балканської війни 1913 року частина території Гори, на якій розташоване село Очикле, була передана Албанії. У 1916 році під час експедиції в Македонію і Поморав'є село відвідав болгарський мовознавець Стефан Младенов, за його підрахунками в селі в той час було близько 25 будинків. Стефан Младенов відзначав, що в Очикле починає поширюватися двомовність- поряд з горанскими говорами місцеві жителі стали все частіше використовувати албанську мову.
Згідно з рапортом головного інспектора-організатора болгарських церковних шкіл в Албанії Сребрена Поппетрова, складеним у 1930 році, у селі Очикле налічувалося близько 40 будинків.